# Francisco José Puertas Soto
Francisco Puertas es un exjugador y entrenador de rugby español. Podía jugar tanto de ala como de zaguero. Ostenta el récord de caps en la selección española de rugby con un total de 93 entre 1994 y 2001.

Participó con el combinado nacional en el Mundial de rugby de Gales de 1999 jugando dos partidos como titular. 
En la temporada 2023/24 fue el entrenador principal del Zarautz Rugby Taldea con el quedó en la séptima posición en el Grupo A.  Para la temporada 2024/25 entrenaría al Gipuzkoa Sortzen, un equipo conjunto entre Bera Bera, Beltzak y Zarautz, quedando en la segunda posición del Grupo A, dejando el equipo después de esa temporada.

## Participaciones en Copas del Mundo
| Mundial                       | Sede  | Equipo | Resultado      | PJ | PG | PE | PP | Pts + | Pts - |
| ----------------------------- | ----- | ------ | -------------- | -- | -- | -- | -- | ----- | ----- |
| Copa Mundial de Rugby de 1999 | Gales | España | Fase de grupos | 3  | 0  | 0  | 3  | 18    | 122   |